# 알샤바브 (소말리아)
청년전사운동(아랍어: حركة الشباب المجاهدين 하라카트 알샤바브 알무자히딘[*])은 소말리아의 무장 테러단체이다. 보통 알샤바브(الشباب)라고 알려져 있다.
소말리아는 1991년 당시 대통령 시아드 바레 축출 이후, 20여 년간 내전을 치러왔다. 이 과정에서 이슬람적 질서 회복을 가치로 두고 이슬람법정연합(ICU)이 출범하였다. 얄샤바브는 이 단체에 뿌리를 둔다. 알샤바브는 2010년 7월 11일 우간다 캄팔라에서 벌어진 자살폭탄 연쇄테러의 배후로 알려져 있다.

## 성향
이 단체는 소말리아 과도정부, 유엔평화유지군, 유엔에 대해 반감을 가지고 있다. 이념적으로는 극단적인 이슬람 경전 해석을 따라간다. 따라서, 음악 금지, 국가 형벌에 신체절단형과 투석형의 포함을 요구한다.

## 규모
소말리아 중남부에 세력을 두고 있는 이 단체는 모가디슈에서 정부군과 매일 전투를 벌인다. 알카에다는 해당 단체를 지원하고 있으며, 이 과정에서 1998년 케냐·탄자니아 미국 대사관 테러의 배후이자 알카에다 최고위층인 파줄 압둘라 모하메드의 역할이 크다. 알카에다와 연계를 통해 이라크, 파키스탄, 아프가니스탄 수백명이 이 단체에 들어가 있다. 전투시 동원 가능한 전력은 3000~7000명 정도이다.